# بروس برادلي
بروس برادلي (بالإنجليزية: Bruce Bradley)‏ هو لاعب كرة الماء أمريكي، ولد في 25 يناير 1947 في لوس أنجلوس في الولايات المتحدة.

## وصلات خارجية
- بروس برادلي على موقع الاتحاد الدولي للسباحة (الإنجليزية)
- بروس برادلي على موقع قاعة مشاهير السباحة الأمريكية (الإنجليزية)
- بروس برادلي على موقع اللجنة الأولمبية الدولية (الإنجليزية)
- بروس برادلي على موقع أوليمبيديا (الإنجليزية)